# Gönc
Gönc är en mindre stad i provinsen Borsod-Abaúj-Zemplén i nordöstra Ungern. Staden har 1 930 invånare (2024), på en yta av 37,27 km². Den ligger nära gränsen till Slovakien, cirka 54,5 kilometer nordost om Miskolc.